# Magnanime (cuirassé)
Pour les articles homonymes, voir Le Magnanime.
La Magnanime est l'une des 10 frégates cuirassées de classe Provence construites pour la Marine nationale française dans les années 1860.

## Histoire
Mis en service en 1865, il est initialement affecté à l'Escadre du Nord, mais est rapidement transféré à l'Escadre de la Méditerranée, servant souvent de navire amiral. Il joue un rôle mineur dans la guerre franco-prussienne de 1870-1871, bloquant la côte de la mer du Nord de la Prusse. La Magananime est réduite à la réserve après la guerre, mais réactivé en 1875 et affecté à la flotte méditerranéenne. Le navire est désarmé en 1878 et rayé de la liste de la marine en 1882. Il est ferraillé en 1885.